# Anselmo Ralph
Anselmo Cordeiro da Mata (Luanda, 12 de març de 1981), més conegut com a Anselmo Ralph, és un músic, cantant i compositor angolès.

## Biografia
Anselmo Ralph va néixer a Luanda el 12 de març de 1981, on va estudiar primària i secundària. Després va emigrar a Nova York i es va graduar en Comptabilitat al Borough of Manhattan Community College. Es va casar amb Madlice Castro en 2008, amb qui té dos fills, Alícia i Jason.
Entre la dècada dels 90 es va traslladar a Madrid, Espanya, on va viure alguns anys. Es va convertir en un gran admirador del cantant dominicà Juan Luis Guerra, que va tenir una gran influència en la seva futura carrera com a músic. En 1995, es va integrar a la banda "NGB" (New Generation Band) amb la que va gravar el seu primer disc.
El gener de 2006, va llançar el seu primer àlbum titulat "Histórias de Amor" produïts per Bom Som i Camilo Travassos. L'àlbum està dominat pel gènere de la música R&B i va ser un èxit immediat. Dues setmanes després del llançament als mercat va fer el primer xou a la discoteca de Miami Beach, a l'Illa de Luanda. En el mateix any va ser nominat per la canal de televisió sud-africà Channel, com a "Millor Cantant de R&B", i també pels MTV Europe Music Awards 2006 en la categoria "Millor Artista Africà".
Després de l'èxit del primer àlbum "Histórias d'Amor", el productor Bom Som va llançar el seu segon àlbum As Últimas Histórias de Amor, el 14 de febrer de 2007, que es va convertir ràpidament en un gran èxit nacional i internacional. Amb aquest segon àlbum, Anselmo Ralph va rebre el premi al "Millor Cantant Masculí" i el premi de "Top Radio Luanda", com el músic més votat de l'any.
En 2008, va signar un contracte de tres àlbums amb LS. Produçõés. També va fer molts espectacles a Angola, Portugal, Països Baixos, Anglaterra, Moçambic, Sud-àfrica, São Tomé i Príncipe, Brasil i Namíbia.
En 2009 va llançar el seu tercer àlbum "Cupido" llançat el 14 de febrer, que va vendre 40.000 còpies després de només quatre mesos. Al juliol, el LS. Produçõés produjó el Mega Xou de dos dies al Pavilhão da Cidadela, on va aplegar al voltant de 42.000 persones en dos concerts.
En 2011, va llançar un single del proper àlbum "A Dor Do Cupido" que en només dos dies va vendre 42.000 còpies. També va batre un altre rècord aconseguint més d'1 milió de reproduccions en el vídeo musical "Não Me Toca", aconseguint que per primera vegada Coca-cola uneixi el seu nom a un artista. En 2012 fa una actuació al camp petit de Lisboa que fou editat en CD/DVD i formats digitals: "Best of Anselmo Ralph – Live".
En febrer de 2014 va actuar en la festa d'aniversari de Cristiano Ronaldo, a Madrid. L'octubre del mateix any va fer una participació especial en la comèdia Virados do Avesso, convidat per Nicolau Breyner i el realitzador Edgar Pêra. També tres cançons del músic foren escollides per la banda sonora de la pel·lícula: Não Me Toca, Curtição e Única Mulher.
En 2014 i 2015, Anselmo Ralph fou un dels mentors del programa The Voice Portugal, transmès per la RTP 1.
En juny de 2014, Anselmo Ralph fou nomenat pels MTV Africa Music Awards 2014, i va guanyar el guardó com a millor artista lusòfon. El mes de novembre va entregar al president d'Angola, José Eduardo dos Santos, el primer disc de platí conquistat per un angolès a Portugal.

## Discografia
Àlbums d'estudi
- 2004 – "Anselmo" (demo)
- 2006 – "Historias de Amor"
- 2007 – "As Ultimas Historias de Amor" (edición especial)
- 2009 – "O Cupido"
- 2011 – "A Dor do Cupido" (EP)
- 2012 – "Best of Anselmo Ralph – Live"'
- 2013 – "A Dor do Cupido"
- 2016 - ""O Amor é Cego""

Singles
- 2007 – "Um Dois"
- 2011 – "A Dor do Cupido"
- 2011 – "Atira Água" (feat. Nelson Freitas & Eddy Parker)
- 2012 – "Não Me Toca"
- 2013 – "Única Mulher"
- 2016 - ""Todo Teu""